# عيشون
عيشون أحد النبلاء الأندلسيين الذين قادوا ثورة في برشلونة وأسنة وجرندة في عام 826 إلى 827. هويته غير مؤكدة.
يُعتقد أن عيشون كان إما قوطيًا وملازمًا سابقًا للكونت المخلوع بيرا البرشلوني أو عربيًا (عيشون بن سليمان الأعرابي)، نجل سليمان العربي الذي سُجن في آخن الألمانية بعد أن أسرته القوات الفرنجية في جرندة.
بعد تعيين برنات السبتماني كونتًا لبرشلونة، انضم عيشون إلى الثورة ضد الكونت الجديد. قاومته قلعة رودا دي تير فقط، وهي قلعة في مقاطعة أوسونا، فدُمرت على يد المتمردين. انضم العديد من النبلاء القوط إلى عيشون وغيلموندوس بن بيرا وكونت راسيز وكونفلينت.
شنَّ عيشون غارةً على مقاطعة سيردانيا ومنطقة فاليس من قاعدته في وسط كاتالونيا. طلب الكونت الشاب بيرنات وحصل على بعض المساعدة من الإمبراطور، وكذلك من بعض النبلاء القوط المحليين (826).
وفي مواجهة هذه المعارضة، لجأ عيشون إلى القوة الوحيدة التي يمكن مقارنتها بالفرنجة وهزيمتهم، وهو أمير قرطبة . فأرسل وفدًا بقيادة أخيه لطلب المساعدة من عبد الرحمن الثاني. فأرسل الأمير قائده عبيد الله (المعروف أيضاً بأبي مروان)، الذي وصل إلى سرقسطة في مايو/أيار 827. ومن هناك، دخلت قواته أراضي مقاطعة برشلونة، ووصلت إلى مدينة برشلونة في وقت لاحق من ذلك الصيف. حُوصرَت المدينة دون جدوى،. ثم انتقل الجيش إلى جرندة، حيث تعرض للهجوم في 10 تشرين الأول 827.
عندما سمع لويس الأول الورع بالغارة الإسلامية، أمر ابنه بيبين الأول من آكيتاين ، والكونت هوغو التوري، وماتفريد الأورليانزي بتجنيد جيش. لكن عملية التجنيد كانت بطيئة، وبحلول الوقت الذي تشكلت فيه، كان أبو مروان قد بدأ بالفعل في العودة إلى الجنوب. فر المتمردون معهم في عام 826. من المحتمل أن عيشون لجأ إلى قرطبة، كما عاش غيليمو بقية حياته في المنفى في قرطبة.